# Фехта

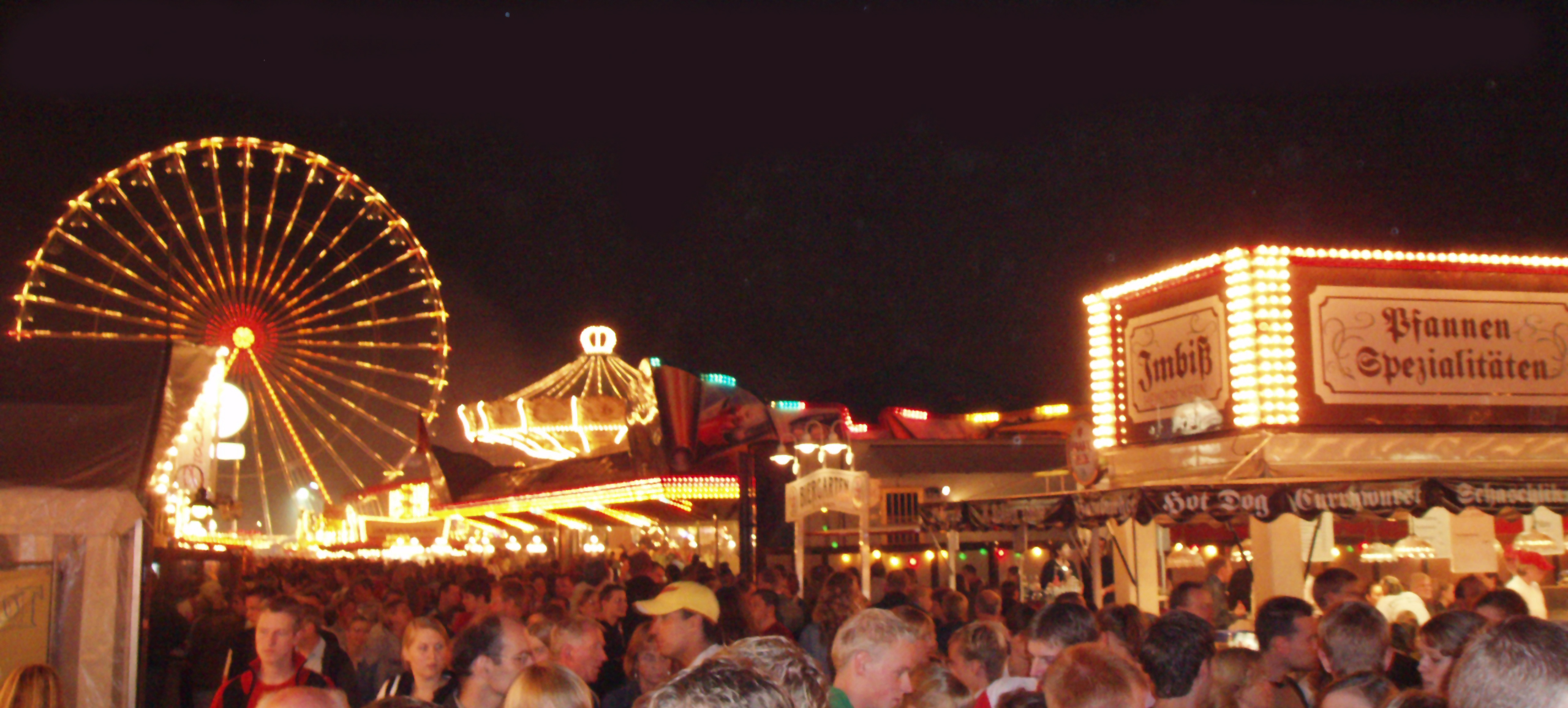
Фехта

Фехта (нем. Vechta) — город в Германии, районный центр, расположен в земле Нижняя Саксония.
Входит в состав района Фехта. Население составляет 31 516 человек (на 31 декабря 2010 года). Занимает площадь 87,8 км². Официальный код — 03 4 60 009.
| Год  | Население |
| ---- | --------- |
| 1990 | 23 043    |
| 1995 | 25 047    |
| 2000 | 27 310    |
| 2005 | 29 797    |
| 2010 | 31 250    |